# Théories du complot sur le réchauffement climatique
Une théorie du complot sur le réchauffement climatique invoque des affirmations selon lesquelles le consensus scientifique sur le réchauffement climatique serait basé sur des complots pour produire des données manipulées ou supprimer la dissidence. C'est l'une des nombreuses tactiques utilisées dans le déni du réchauffement climatique pour tenter de légitimer la controverse politique et publique contestant ce consensus. Les théoriciens du complot allèguent généralement que, par des actes de faute professionnelle et criminelle dans le monde entier, la science derrière le réchauffement climatique aurait été inventée ou déformée pour des raisons idéologiques ou financières.

## Contexte

Caractéristiques du déni scientifique (y compris le déni climatique).

Les preuves du réchauffement climatique dû à l'influence humaine ont été reconnues par les académies nationales des sciences de tous les principaux pays industrialisés. Aucun organe scientifique de renommée nationale ou internationale n'a émis d'avis formel en désaccord avec les conclusions principales du GIEC.
Malgré ce consensus scientifique sur le réchauffement climatique, des allégations ont été faites selon lesquelles les scientifiques et les institutions impliqués dans la recherche sur le réchauffement climatique feraient partie d'un complot scientifique mondial ou seraient engagés dans un canular manipulateur,. Il y a eu des allégations de faute professionnelle, notamment dans la controverse sur les courriels de l'Unité de recherche climatique («ClimateGate»). Huit comités ont enquêté sur ces allégations et publié des rapports, chacun ne trouvant aucune preuve de fraude ou d'inconduite scientifique. Le rapport Muir Russell a déclaré que « la rigueur et l'honnêteté des scientifiques en tant que scientifiques ne font aucun doute », que les enquêteurs « n'ont trouvé aucune preuve de comportement susceptible de saper les conclusions des évaluations du GIEC », mais qu'il y a eu « une tendance constante de ne pas afficher le degré de transparence approprié, ». Le consensus scientifique selon lequel le réchauffement climatique résulte de l'activité humaine est resté inchangé à la fin des enquêtes.

## Théories du complot

### Principales théories

#### Conspirations présumées des scientifiques qui acceptent la réalité du réchauffement climatique
- Fausse donnée scientifique : en 2002, après que Clive Hamilton ait critiqué le groupe Lavoisier, la Cooler Heads Coalition a publié un article soutenant la théorie du complot du groupe Lavoisier selon laquelle des centaines de climatologues ont déformé leurs résultats pour soutenir la théorie du changement climatique afin de protéger les financements dans le cadre de leur recherche[10]. En 2007, John Coleman a écrit un article de blog affirmant que le réchauffement climatique est la plus grande arnaque de l'histoire. Il a écrit: « Nos universités sont devenues quelque peu isolées du reste d'entre nous. Il y a une culture, des attitudes, des valeurs et des pressions sur le campus qui sont très différentes.... Ils nous regardent tous de travers, certains de leur supériorité.... Ces scientifiques savent que s'ils font des recherches et que les résultats ne sont en aucun cas alarmants, leurs recherches vont accumuler la poussière sur les étagères et leurs carrières de recherche languiront. Mais s'ils font des recherches qui sonnent l'alarme, ils deviendront bien connus et respectés et recevront des prix universitaires et, ce qui est très important, plus de dollars de recherche viendront inonder leur chemin. Ainsi, lorsque ces chercheurs ont fait des études sur le changement climatique à la fin des années 90, ils étaient impatients de produire des résultats qui seraient importants et qui seraient largement remarqués et qui déclencheraient davantage de financement de la recherche. Il était facile pour eux de manipuler les données pour obtenir les résultats qu'ils voulaient faire les gros titres et en même temps piloter leurs programmes environnementaux. Ensuite, leurs collègues doctorants partageant les mêmes idées ont passé en revue leur travail et se sont empressés de l'approuver sans aucun doute[11] ». Les complotistes impliqués dans le Climategate en 2009 ont affirmé que les chercheurs ont truqué les données de leurs publications de recherche et supprimé leurs critiques afin de recevoir plus de financement (c'est-à-dire l'argent des contribuables)[12]. Certains négationnistes du changement climatique affirment qu'il n'y a pas de consensus scientifique sur le changement climatique, et ils affirment parfois que toute preuve montrant qu'il existe un consensus scientifique est fausse[13]. Certains d'entre eux affirment même que les gouvernements ont utilisé l'argent des subventions de recherche pour pervertir la science.

| |  |  |
| Benjamin D. Santer (à gauche), lorsqu'il tient le poste de rédacteur principal du huitième chapitre du deuxième rapport d'évaluation du GIEC, est vivement contesté, notamment par Frederick Seitz (à droite), le président de l'Institut George C. Marshall, qui nie par ailleurs que le tabagisme passif présente le moindre risque pour la santé. |  |  |

- Processus d'examen par les pairs corrompu : Les complotistes du réchauffement climatique reprennent un argument selon lequel le processus d'examen par les pairs des articles en science du climat a été corrompu par des scientifiques cherchant à réprimer la dissidence[13]. Frederick Seitz a écrit un article dans le Wall Street Journal en 1996 critiquant le deuxième rapport d'évaluation du GIEC. Il soupçonnait la corruption dans le processus d'examen par les pairs, écrivant qu'« une comparaison entre le rapport approuvé par les scientifiques contributeurs et la version publiée révèle que des changements clés ont été apportés après que les scientifiques se soient rencontrés et aient accepté ce qu'ils pensaient être la version finale évaluée par les pairs. Les scientifiques supposaient que le GIEC obéirait aux règles du GIEC - un corps de règlements censé régir les actions du groupe. Rien dans les règles du GIEC n'autorise quiconque à modifier un rapport scientifique après qu'il a été accepté par le panel de contributeurs scientifiques et l'ensemble du GIEC ».

#### Allégations de complots politiques
- Viser la gouvernance mondiale : Dans un discours prononcé devant le Comité sénatorial américain sur l'environnement et les travaux publics le 28 juillet 2003, intitulé « La science du changement climatique »[14], le sénateur James Inhofe (républicain, pour l'Oklahoma) a conclu son discours en posant la question suivante: « Avec toute l'hystérie, toute la peur, toute la science bidon, se pourrait-il que le réchauffement climatique provoqué par l'homme soit le plus grand canular jamais perpétré sur le peuple américain ? ». Il a ajouté que « certaines parties du processus du GIEC ressemblaient à un procès de style soviétique, dans lequel les faits sont prédéterminés et la pureté idéologique l'emporte sur la rigueur technique et scientifique[15] ».

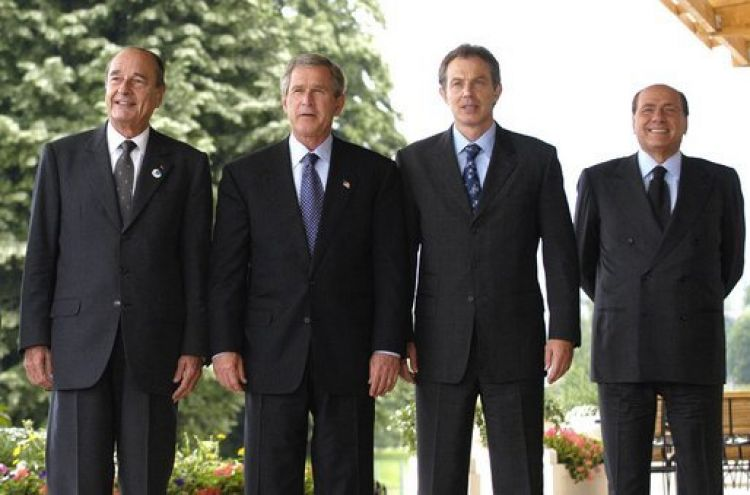
Chirac avec George W. Bush, Tony Blair et Silvio Berlusconi au sommet du G8 (Évian, le 2 juin 2003).

Inhofe a suggéré que les partisans du protocole de Kyoto tels que Jacques Chirac visent une gouvernance mondiale. William M. Gray a déclaré en 2006 que le réchauffement climatique est devenu une cause politique en raison de l'absence de tout autre ennemi après la fin de la guerre froide. Il a poursuivi en disant que son but était d'exercer une influence politique, d'essayer d'introduire un gouvernement mondial et de contrôler les gens, ajoutant: « J'ai une vision démoniaque à ce sujet ». Le documentaire télévisé The Great Global Warming Swindle a été réalisé par Martin Durkin, qui a qualifié le réchauffement climatique « d'industrie mondiale de plusieurs milliards de dollars, créée par des écologistes fanatiquement anti-industriels ». En 2015, Maurice Newman, conseiller du Premier Ministre d'Australie prétend que le réchauffement climatique est un canular émanant des Nations-Unies,,.
- Néolibéraux:[réf. nécessaire] Il existe des théories affirmant que « le changement climatique est un canular perpétré par des radicaux de gauche pour saper la souveraineté locale[21] », ou « la science du climat est moins une question de science que d'idéologie socialiste[13] ».

- Escroquerie verte: Une autre théorie du complot soutient que, parce que de nombreuses personnes ont investi dans des entreprises d'énergie renouvelable, elles risquent de perdre beaucoup d'argent si le réchauffement climatique est un mythe. Selon cette théorie, les groupes environnementaux soudoyaient donc les climatologues pour qu'ils traitent leurs données afin qu'ils puissent sécuriser leur investissement financier dans l'énergie verte[17].

- La Chine est derrière cela: en 2010, Donald Trump a affirmé que « avec l'hiver le plus froid jamais enregistré, avec des niveaux record de neige sur la côte, le comité Nobel devrait reprendre le prix Nobel décerné à Al Gore... Gore veut que nous nettoyions nos usines afin de nous protéger du réchauffement climatique, alors que la Chine et d'autres pays s'en moquent. Cela nous rendrait totalement non compétitifs dans le monde manufacturier, et la Chine, le Japon et l'Inde se moquent de la stupidité américaine ». Puis en 2012, il a tweeté que « le concept de réchauffement climatique a été créé par et pour les Chinois afin de rendre la fabrication américaine non compétitive ». Plus tard en 2016, au cours de sa campagne présidentielle, il a suggéré que son tweet de 2012 était une blague disant: « De toute évidence, je plaisante. Mais cela se fait au profit de la Chine, car la Chine ne fait rien pour aider au changement climatique. Ils brûlent tout ce que vous pourriez brûler; ils s'en moquent complètement - vous savez, leurs normes ne sont rien. En attendant, ils peuvent casser les prix. C'est donc très dur pour nos affaires[22],[23] ».

- Pour promouvoir l'énergie nucléaire: L'une des affirmations de The Great Global Warming Swindle est que « la menace du réchauffement climatique est une tentative de promotion de l'énergie nucléaire[17] ».

## Effets négatifs

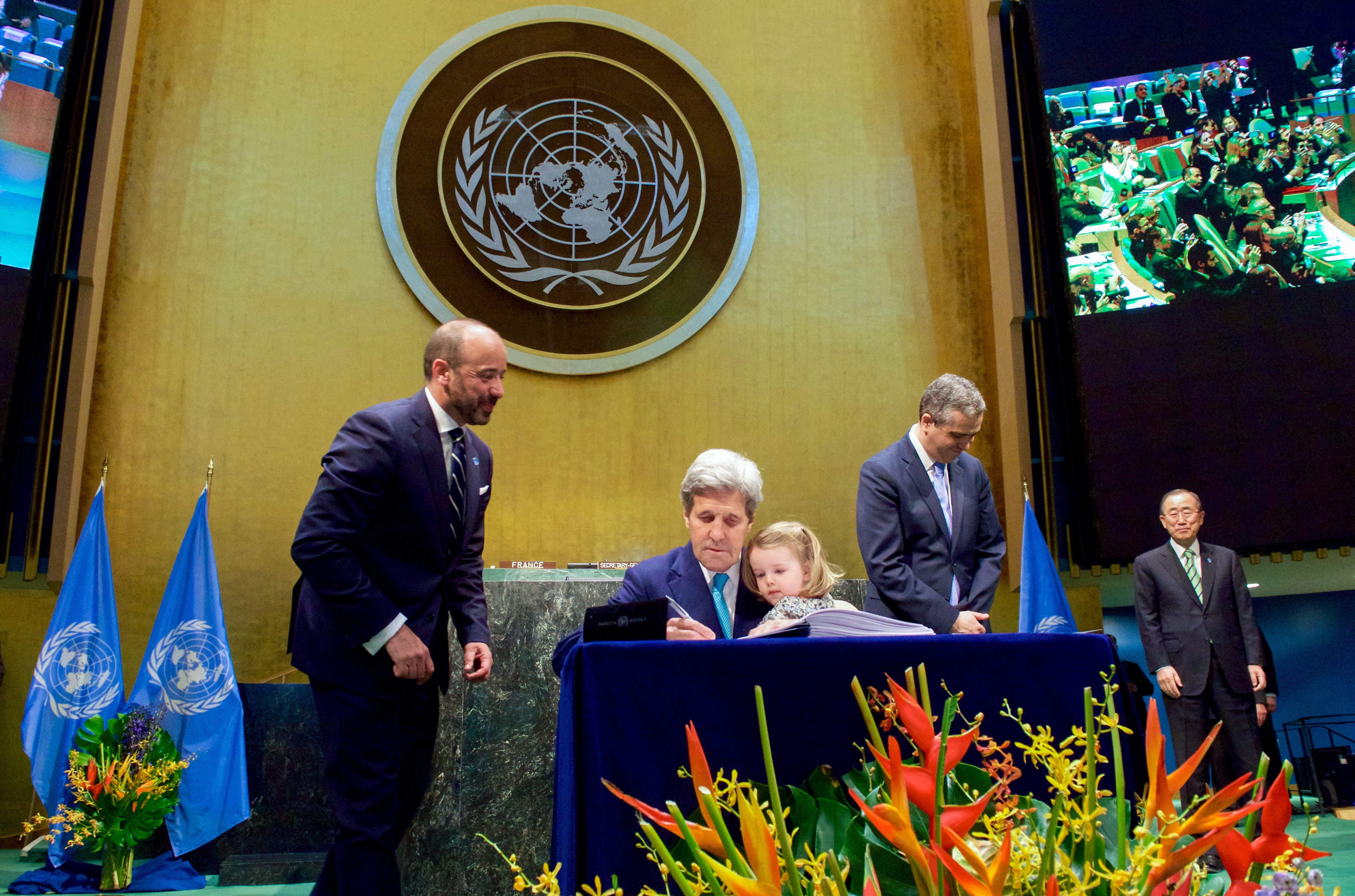
Signature de l'accord de Paris par John Kerry, accompagné de sa petite-fille, le 22 avril 2016 au siège des Nations unies.

Les théories du complot sur le changement climatique ont abouti à des politiques d'action médiocre ou à l'absence d'action pour atténuer efficacement les dommages causés par le réchauffement climatique. Dans certains pays comme les États-Unis d'Amérique, 40% des Américains pensent que le changement climatique est un canular, bien que les climatologues concluent que ce n'est pas le cas. Le président Donald Trump avait même précédemment retiré les États-Unis de l'Accord de Paris sur le climat, qui avait été mis en place dans l'espoir de réduire les conséquences du réchauffement climatique. Il peut y avoir une idéologie de négation du changement climatique dans certaines régions du monde, ce qui conduit à des désaccords sur la façon de gérer le changement climatique, et empêche de convenir de ce qui devrait être fait face à celui-ci.

## Critiques
Steve Connor associe les termes «canular» et «conspiration», en déclarant : « En lisant le résumé technique de ce projet de rapport (GIEC), il est clair que personne ne pouvait s'en aller avec l'impression que le changement climatique est un canular conspirateur de la l’établissement scientifique, comme certains voudraient nous faire croire ».
Le documentaire The Great Global Warming Swindle a été critiqué par plusieurs experts. George Monbiot l'a décrit comme « la même vieille théorie du complot que nous entendons de la part de l'industrie du déni depuis dix ans ». De même, en réponse à James Delingpole, Monbiot a déclaré que son article du Spectator relevait « des théories du complot habituelles [...] travaillant à supprimer la vérité, qui comprend désormais pratiquement toute la communauté scientifique et tout le monde, de Shell à Greenpeace et The Sun à Science ». Certains météorologues australiens sont également intervenus, affirmant que le film ne tentait pas de proposer une "déconstruction critique des orthodoxies de la science climatique", mais utilisait au contraire divers autres moyens pour suggérer que les climatologues sont coupables de mensonge ou sont gravement malavisés. Ces météorologues ont conclu que le film n'était « pas scientifiquement valable et présente une interprétation erronée et très trompeuse de la science ».
L'ancien secrétaire d'État à l'Environnement, à l'Alimentation et aux Affaires rurales David Miliband a réfuté les principaux points du film et déclaré: « Il y aura toujours des gens avec des théories du complot essayant de faire tomber le consensus scientifique, et cela fait partie de la science et du débat démocratique, mais la science du changement climatique est un fait pour moi ».
National Geographic a vérifié six théories du complot scientifique persistantes. En ce qui concerne la croyance persistante en un canular sur le réchauffement climatique, ils notent que la Terre continue de se réchauffer et que le taux de réchauffement augmente, comme le montrent de nombreuses études scientifiques. L'élévation de la température mondiale et son taux d'augmentation coïncident avec l'augmentation des gaz à effet de serre dans l'atmosphère due à l'activité humaine. De plus, le réchauffement climatique provoque le dégel de la glace de mer arctique à des rythmes historiques, de nombreuses espèces de plantes fleurissent plus tôt que prévu et les voies de migration de nombreux oiseaux, poissons, mammifères et insectes changent.

## Financement

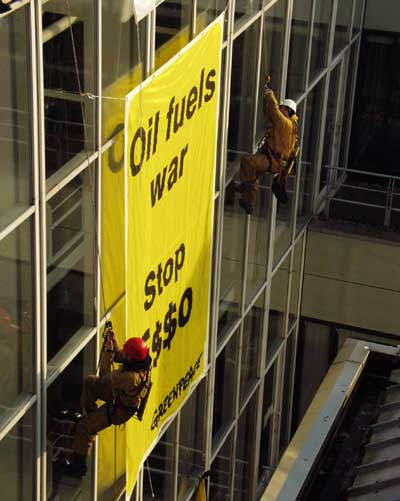
Action de Greenpeace contre le siège britannique d'Esso le 6 mars 2003.

Il est prouvé que certains de ceux qui allèguent de telles conspirations font partie de campagnes de désinformation bien financées, conçues pour susciter la controverse, saper le consensus scientifique sur le changement climatique et minimiser les effets projetés du réchauffement climatique, comme celles orchestrées par la Global Climate Coalition. Les individus et les organisations ont entretenu le débat sur le réchauffement climatique longtemps après que la plupart des scientifiques soient parvenus à leurs conclusions. Ces doutes ont influencé les décideurs politiques au Canada et aux États-Unis et ont contribué à l'élaboration de politiques gouvernementales inadéquates.
Greenpeace a présenté des preuves que l'industrie de l'énergie finance le déni du réchauffement climatique dans son projet «Exxon Secrets»,. Une analyse menée par The Carbon Brief en 2011 a révélé que 9 des 10 auteurs les plus prolifiques qui mettent en doute le changement climatique ou se prononcent contre lui avaient des liens avec ExxonMobil. Greenpeace a déclaré que Koch Industries avait investi plus de 50 millions de dollars américains au cours des 50 dernières années pour semer le doute sur le changement climatique,,. ExxonMobil a annoncé en 2008 qu'il couperait son financement à de nombreux groupes qui "détournent l'attention" de la nécessité de trouver de nouvelles sources d'énergie propre, bien qu'en 2008, il ait continué de financer plus de deux douzaines d'autres organisations qui remettent en question la science du réchauffement climatique ou attaquent les politiques pour résoudre la crise. Une enquête menée par la Royal Society britannique a révélé qu'en 2005, ExxonMobil a distribué 2,9 millions de dollars américains à 39 groupes qui « ont déformé la science du changement climatique en niant catégoriquement les preuves ».

## Représentations dans la fiction
Le roman State of Fear de Michael Crichton, publié en décembre 2004, décrit une conspiration de scientifiques et d'autres pour créer la panique publique face au réchauffement climatique. Le roman comprend 20 pages de notes de bas de page, décrites par Crichton comme fournissant une base factuelle pour les éléments non intrigants de l'histoire. 
Dans un article portant sur la théorie du complot de Crichton, Harold Evans a décrit la théorie de Crichton comme étant « dans le style politique paranoïaque identifié par le célèbre historien Richard Hofstadter », et a poursuivi en suggérant que « si vous êtes sur le marché pour une théorie du complot aujourd'hui, il y en a une plus crédible et documentée réalisée par le groupe de pression Greenpeace, à savoir le financement par ExxonMobil de groupes opposés à la théorie du réchauffement climatique ».

## Livres écrits par des théoriciens du complot
- Inhofe, James . Le plus grand canular - Comment la conspiration du réchauffement climatique menace votre avenir .
- Bell, Larry. Climat de corruption - Politique et pouvoir derrière le canular du réchauffement climatique .
- Andrew Montford. L'illusion du bâton de hockey - Le climat et la corruption de la science .
- Salomon, Lawrence . The Deniers - Les scientifiques de renommée mondiale qui se sont dressés contre le réchauffement climatique, la persécution politique et la fraude .
- Michaels, Pat et Balling, Robert. Climat des extrêmes - Science du réchauffement climatique qu'ils ne veulent pas que vous sachiez .
- Sussman, Brian . Climategate - Un météorologue chevronné expose l'arnaque du réchauffement climatique .
- Isaac, Raël Jean. Coqs de l'Apocalypse - Comment la science indésirable du réchauffement climatique a failli mettre le monde occidental en faillite .